# Eupeodes luniger
Eupeodes luniger là một loài ruồi trong họ Ruồi giả ong (Syrphidae). Loài này được Meigen mô tả khoa học đầu tiên năm 1822. Eupeodes luniger phân bố ở miền Tân bắc (Greenland)